# Zhemgang
Zhemgang es un pueblo y la capital del distrito homónimo, en Bután. Se encuentra en el gewog de Trong. En 2005 contaba con una población de 2332, mientras que en 2019 presentaba 2177 habitantes, repartidos aproximadamente en 422 viviendas.

## Geografía

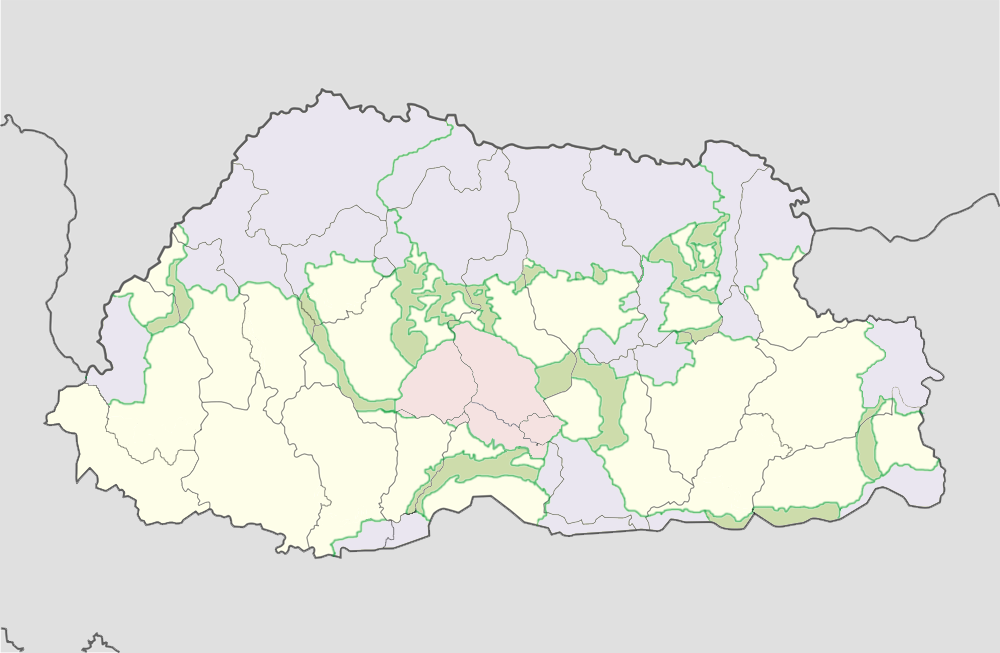
Ubicación del parque nacional de Jigme Singye Wangchuck (resaltado en rosa), que incluye al gewog de Trong

Ubicado en la parte septentrional del distrito, a unos 1900 metros sobre el nivel del mar, Zhemgang destaca por su proximidad al parque nacional de Jigme Singye Wangchuck. Este incluye especies de animales como los langures dorados y el rinoceronte asiático, siendo por tanto el área protegida con mayor diversidad biológica del reino.

## Cultura
El Lama Zhang Dorje Drakpa, que vivió en el siglo XII, fundó el dzong de Zhemgang, el único dzong del distrito. Originario del Tíbet, el Lama viajó al actual Zhemgang en 1163. En 1655, se construyó un dzong de un piso en el lugar de una ermita para defenderse de los invasores. En 1963 el edificio fue renovado.

## Economía
Alrededor del año 2019, más de siete comerciantes y hoteleros de la localidad cerraron sus negocios. Este estancamiento económico se fundamenta en la apertura de la circunvalación Wangdigang-Tingtibi unos seis años antes. El municipio cuenta con 49 tiendas, mayormente de comestibles. A partir de octubre 2020, con el creciente número de vehículos, la carretera de Zhemgang comenzó a ampliarse, además de que se instalaron nuevas farolas. Con la búsqueda de cierto desarrollo, las obras fueron planeadas para terminar en agosto del año siguiente.